# Стрельба в школе в Шадринске
Стрельба в школе Шадринска произошла 21 марта 2018 года примерно в 8:35 в городе Шадринске, Курганской области в средней общеобразовательной школе №15 (МБОУ СОШ № 15). Инцидент произошел после того, как учитель покинул класс: одна из учениц зашла в аудиторию с пневматическим пистолетом, приобретённым совместно с сестрой на накопленные средства. Наталья стреляла по одноклассникам, в то время как её сестра угрожала присутствующим ножом и препятствовала попыткам подойти к нападавшей. В результате нападения пострадали 7 человек.

## Личность нападавших
Вера и Наталья (имена изменены) были самыми обыкновенными и тихими девочками. Оба учились в разных классах и были сестрами. Одна из сестёр подвергалась регулярной травле со стороны одноклассников. Ближе к зиме Наталья узнала о таком движении, как Колумбайн (запрещённое движение на территории РФ) и вдохновились создателями этого движения: Эрику Харису и Дилану Клиболду. Она изучала скулшутеров, нападавших на учебные заведения и смотрела видеоролики, связанные на эту тему. После тщательного просмотра она предложила Вере устроить теракт в своей школе, и та согласилась. Вера была такая же тихая девочка и тоже подвергалась травле, но не так часто как подвергалась Наталья. Обе не ладили с коллективом и грубили своим одноклассникам

## Ход событий
Двое девочек вышли из дома в 7:45 за 15 минут до начала урока. Зайдя в школу, они направились в школьный туалет. Там они переоделись, взяли нож с пистолетом и дождавшись урока, направились в свой класс. В то время как девочки открыли стрельбу по ученикам, одной из девочек стало плохо и учитель вместе с ней отправился в мед-пункт. Зайдя в класс, Наталья начала стрелять по ребятам без разбора, в то время как Вера держала дверь внутри класса и замахивались ножом на тех, кто пытался выйти. Сделав 12 выстрелов, Наталья пошутила про то, что пистолет пуст, и что она не успеет его зарядить. В это время в класс вбежал учитель, услышавший звуки выстрелов и задержал нападавших.

## Последствия
В ходе следствия было выявлено 2 нападавших и 1 соучастница. После инцидента в школе Шадринска, директора уволили, все 3 девочек встали на учёт в ПДН на 3 года.